# Winchester Palace

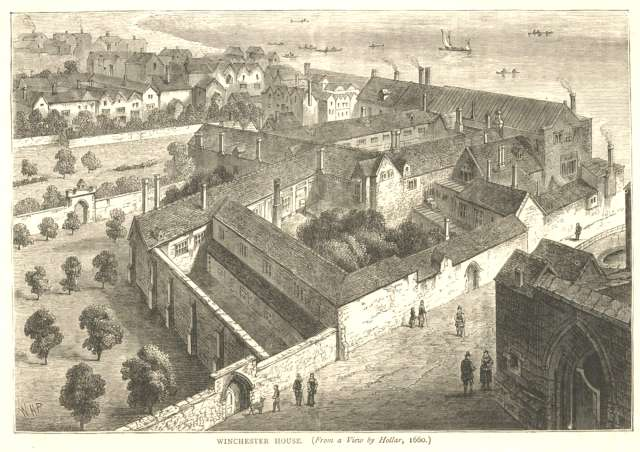
Winchester Palace 1660

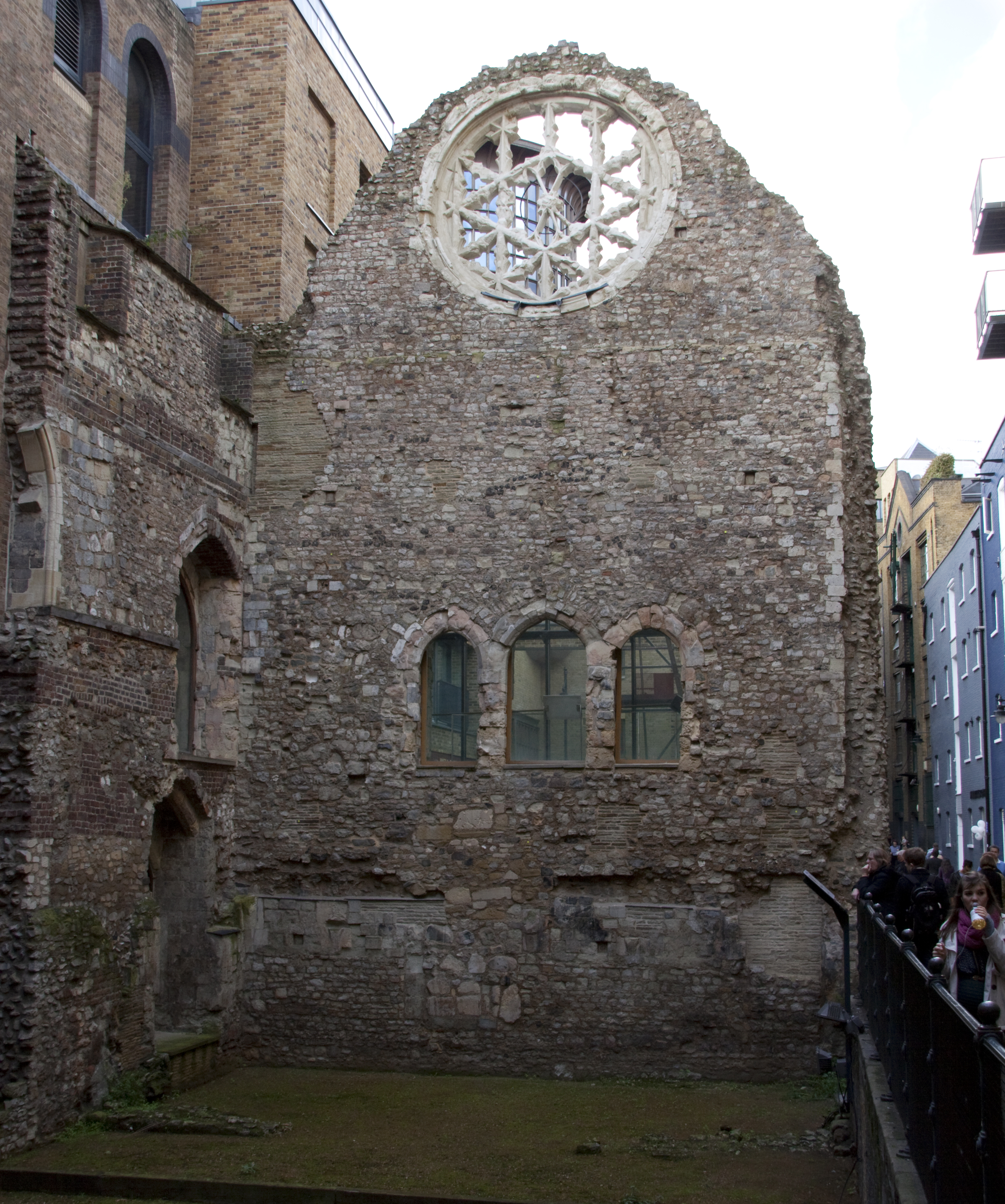
Ruinen von Winchester Palace 2010

Winchester Palace war ein Palast in Southwark, heute London, südlich der Themse. Die im frühen 13. Jahrhundert gebaute Residenz des Bischofs von Winchester gehörte zu den prächtigsten Bauten der Region London. Nach einem großen Brand im Jahr 1814 ist sie heute nur noch in Ruinen erhalten. Diese liegen in der Nähe der später gebauten Southwark Cathedral.
Southwark war zu Zeiten des Palastbaus die größte Stadt in der Diözese Winchester und lag nahe der City of London und von Westminster. Der Bischof Heinrich von Blois ließ den Palast errichten, um eine Residenz für seine Aktivitäten in London zu haben. Das Gebäude war 300 Jahre lang als Residenz in Gebrauch. Im englischen Bürgerkrieg wurde es als Gefängnis genutzt. Im 17. Jahrhundert erfolgte eine Aufteilung in verschiedene Miets- und Lagergebäude.
Heute steht noch eine Wand der großen Halle. Diese war lange unter späteren Bauten verschwunden und wurde erst nach dem Brand von 1814 wiederentdeckt. Die letzte Restaurierung erfolgte 1972. Die Verwaltung des Gebäudes obliegt English Heritage.